# 보이족

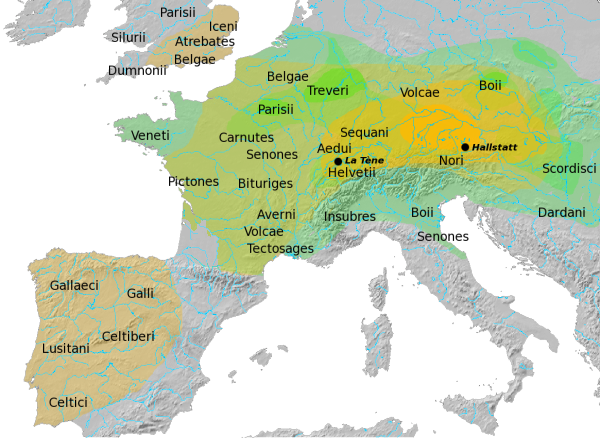
지도는 보헤미아와 이탈리아에 있는 보이족들의 대략적인 위치를 나타내고 있다. 동 시대의 라텐 문화는 초록색으로 나타내고, 그 이전의 할슈타트 문화는 노란색으로 나타낸다.

보이족(라틴어 복수형-Boii, 단수형-보이우스(Boius) ; 그리스어 Βόϊοι)은 철기 시대 후기의 갈리아 부족이며, 여러 시대에 걸쳐 갈리아 키살피나(북부 이탈리아), 판노니아 (헝가리와 그 서부 인근지역들), 보헤미아 주변과 , 갈리아 나르보넨시스에 거주했다. 게다가 고고학 흔적들은 기원전 2세기 무렵에 켈트족들이 보헤미아에서 크워츠코 계곡을 통하여, 오늘날의 폴란드의 일부인 실레시아까지 확장했음이 나타났다.

그들이 처음으로 역사속에서 출연한 것은 기원전 390년에 갈리아의 북부 이탈리아침공 때이며, 그 당시에 그들은 에트루리아인들의 도시를 자신들의 수도인 보노니아로 만들었다. 여러 전쟁이 겪은 후, 그들은 결정적으로 무티나(모데나) 인근에서의 전투에서 로마인들에게 패배하였고 그들의 영토는 로마의 속주인 갈리아 키살피나의 일부가 되었다. 그러나, 2세기 뒤의 인물인 스트라보는 보이족이 켈트 이웃 부족들과 마찬가지로 로마인들에게 멸망당했다기 보다는,
보이족들은 자신들이 차지한 땅에서 쫒겨나, 이스테르강 인근 지역으로 이주한 후, 타우리스키족과 함께 공존했으며, 그들 부족 전부가 소멸될 때까지 다키아인들과 싸웠다 - 따라서 그들은 일리리아 지역을 양들을 위한 목초지로서 그들의 이웃들에게 남겨주고 떠났다.

기원전 60년경에 보이족의 무리가 갈리아 서부 지역을 정복하려던 헬베티족의 실패한 시도에 가담했었고 비브락트 전투에서 그들의 동맹과 함께 율리우스 카이사르에게 패배했다. 카이사르는 고르고비나에 보이족의 잔당들을 정착시켰고 그들은 6년 뒤인 알레시아 전투에서 베르킨게토릭스를 지원하기 위해 2천 명을 파견했다. 다뉴브강 지역의 동부 보이족들은 서기 8년에 로마 제국에 흡수됐다.

## 어원과 명칭
문헌과 명문에서의 같은 켈트족의 모든 다른 이름을 지닌 보이족은 boio- 라는 대륙 켈트어군 분절음에서 나왔을 가능성이 있다. 이 분절음에 대한 두 주요 어원이 존재하며, 둘다 인도유럽어족에 속하는 것으로 추정한다: '소'와 '전사'에서 유래, 보이는 추가적으로 "무리지어 있는 사람들" 또는 "전사 사람들""일수 있다.
"소" (cow) 라는 어원은 고대 아일랜드어의 법률 용어인 "조직에 속하지 않은자"를 뜻하는 ambue, 켈트조어 "소의 주인"를 뜻하는 *ambouios (<*an-bouios)에 직접적으로 의존한다. 보이족이 역사에서 처음으로 알려진 참고 문헌에서 폴리비오스는 소와 황금으로 이뤄진 그들의 부에 대해서 언급하며, 그들은 전쟁과 농업에 의존을 하고, 그곳의 남성들의 지위는 그들이 지닌 하인들과 자신들이 속한 동료들의 숫자에 의존하고 있음을 이야기했다. 하인들이 ambouii라 할 수 있는데, 이는 지위를 가진 자 bouii(소를 지닌자)와 상반되는 것이며, bouii는 원래 계급이었다.

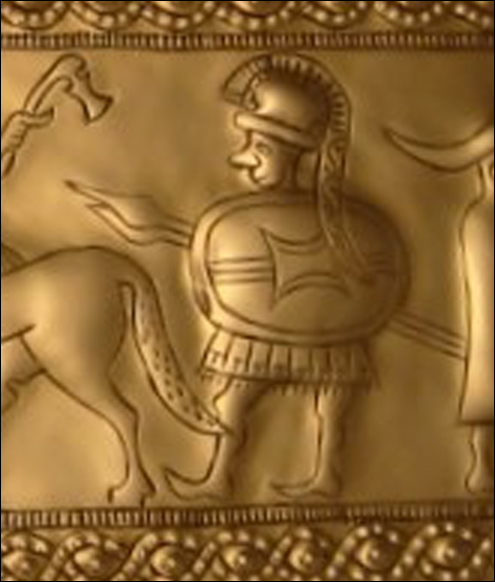
깃털이 달린 투구를 하고 있는 병사의 묘사, 슬로베니아 바체에서 출토 기원전 400년경 할슈타트 문화의 청동 판 허리띠

"전사" (warrior) 라는 어원은 언어학자 율리우스 포코로니가 인도유럽어에서 제시한 *bhei(ə)-, *bhī-, "hit;" (때리다)를 택한 것이며, 그러나 어떠한 켈트어 명칭에서 이와 유사한 것을 찾지 못했고 (boii를 제외하고는), 그는 시간의 흐름에 따라 원 형태에서 다소 더 광범위한 예를 제시했다: 베네토어 방식의 이름인 phohiio-s-, 일리리아 부족 명칭인 Boioi, 그리스 부족 이름인 (보이오티아인) Boiōtoi와 그 외. Boii는 *bhei-가 *bhoi-로 되는 거처럼 모음 교체에서 왔다는 것이다. 이러한 연결점은 역사에서 등장하는 보이족 훨씬 이전에 보이족이 원래는 인도유럽조어를 구사하는 부족에 속했다고 한다면 가능성이 있다. 그렇다고 하다면 중부 유럽의 이 켈트 부족은 언어적으로 다양해진 조상 부족의 마지막 후손이 됐음에 틀림없다.
동일한 더 넓은 연결 방식은 "소" 유래에 대한 가설이 될 수 있다: 보이오티아인들은 수 세기간 "소의 민족"으로 유명했었고, 그것은 "송아지의 땅"이라는 이탈리아의 의미와 같았을 것이다. 인도유럽어의 복원으로 *gʷowjeh³s;를 근거로 *gʷou- "cow" (카우)를 사용하여 만들 수 있었으며, 이에 대한 근원은 cow가 만드는 소리의 의음일 수도 있다.
동시대의 전래 단어에는 보이오릭스 ("보이족의 왕"라는 뜻, 킴브리족의 족장 중 한 명)와 오늘날의 독일의 파사우인 보이오두룸 (Boiodurum, "보이족의 문/요새"라는 뜻)이 있다. 그들의 기억은 오늘날 보헤미아의 지역명 (보이오하에뭄, Boiohaemum)에 남아있고, boio- 와 집을 뜻하는 게르만조어 *haimaz가 합해져 "보이족의 집"이라는 의미이며, 바이에른 ('Bayern')은 게르만족 바이오바리이 (Baiovarii) 족 (게르만어로는 *baja-warjaz인데 여기에서 첫 번째 단어는 보이족 [Boii]의 게르만어 버전으로 설명하는 것이 가장 그럴듯하며; 두 번째 단어는 게르만어 부족 명칭의 흔한 구성상의 형태소로, 거주자를 뜻하며, 고대 영어로는 -ware이다);에서 전래된 것이며; 이 결합인  "Boii-dwellers" (보이족-거주민)은 "보이족이 살았던 곳에 사는 자들"이라는 의미를 지닐 수 있다.

## 역사

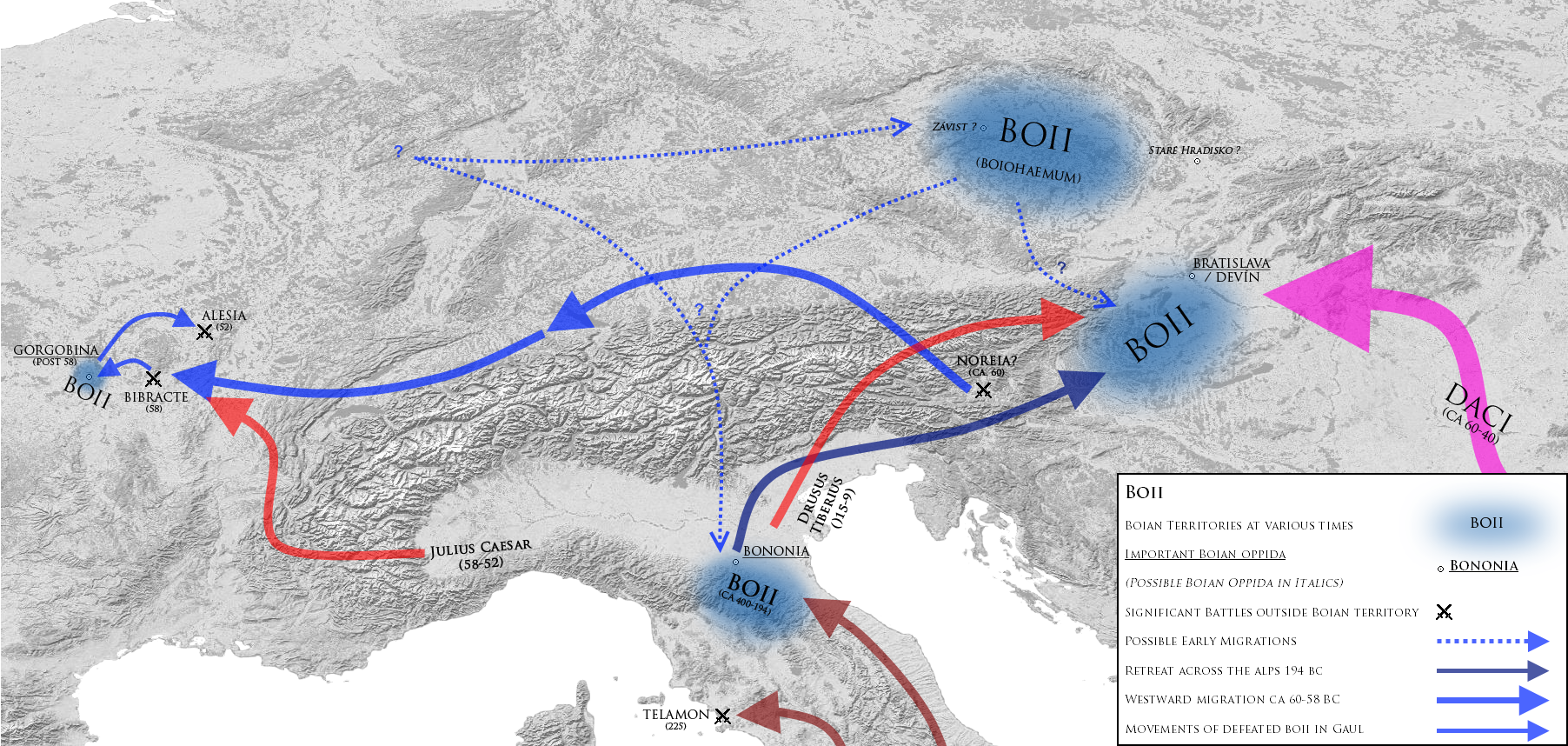
보이족의 움직임에 대한 로마인들의 설명

### 이탈리아 북부 정착지
고대 시대 작가들에 따르면, 보이족들은 알프스산맥을 넘어 북부 이탈리아에 도달했다고 한다. 반면 세노네스족, 린고네스족, 케노마니족같은 보이족을 따라 이탈리아에 온 다른 부족들은 로마인들의 정복 시기에 역시나 갈리아족으로 확인되었다. 그러므로 보이족들의 기원지인 중앙 유럽에 정확한 어느 위치에 있는지는 밝혀지지 않게 되었고, 만약 갈리아 지역에 있더라면 독일 남부나 보헤미아 지역일 것이다.
폴리비우스는 켈트족이 에트루리아 문명의 가까운 이웃이었고 "아름다운 나라에 탐욕심을 쏟는다"라고 말했다. 거대한 군대와 함께 포 계곡을 침입한 그들은 에트루리아인들을 몰아내고 정착하며, 포 계곡의 중심지 오른쪽을 차지한다. 스트라본은 이들이 그들의 땅을 떠나 알프스산맥을 넘어 이주해 왔고 켈트족 부족 중 큰 규모에 속한다는 것을 확인하였다. 보이족은 펠시나 (Felsina)라는 이름의 옛 에트루리아의 영토를 점령하고, 보노니아 (Bononia, 오늘날의 볼로냐)라고 이름 붙였다. 폴리비우스는 갈리아 키살피나에 거주하는 켈트족의 삶의 방식을 다음과 같이 묘사했다:
그들은 벽이 없는 마을에 거주한다. 어떤 가구도 두지 않은 채 그들은 나뭇잎으로 된 침대에서 잠을 자고 고기를 먹으며 살며 전쟁과 농업만을 한다. 그들의 인생은 매우 단조로워서, 그들은 어떤 예술이나 과학도 알지 못한다. 그들의 재산은 가축과 황금으로 구성되며, 그들이 원하면 어디서든 상황에 따라 들고 다닐 수 있었기 때문이다. 그들은 우애를 가장 중요하게 다루었는데, 가장 큰 두려움과 가장 강한 사람은 동반자와 동료가 가장 많다고 여겼다.

볼로냐와 그 인근 지역에서의 고고학적 증거물들은 보이족이 에트루리아인들을 몰아내거나 강제로 떠나가겠끔 했다고 말한 리비우스와 폴리비우스의 증언과는 모순된다. 오히려 보이족들은 펠시눔을 파괴하거나 그곳의 사람들을 몰살시키지 않았다는 것이 나타났으며, 단순히 그곳으로 이주하여 결혼을 통해 그곳 사람들의 일부가 되었던 것이었다. 볼로냐 지역의 당시의 무덤에서는 라텐 문화 양식의 무기들과 다른 유물들이 있었을 뿐만 아니라 청동 거울 같은 에트루리아의 것들도 있었다. 비벨레산에서 멀지 않은 무덤에서는 라텐 문화 양식의 무기와 에트루리아 여성의 이름이 새겨진 병이 들어있기도 했다.

### 로마와의 전쟁
기원전 3세기 중반에 보이족은 로마에 맞서 다른 카살피나 갈리아족들, 에트루리아인들과 동맹을 맺었다. 그들은 또한 한니발과 함께 싸우기도 했고, 기원전 216년에는 로마의 장군 루시우스 포스투미누스 알비누스를 전사시켜 그의 두개골을 제물용 그릇으로 쓰기도 했다. 조금 이전 시기인 기원전 234년에 벌어진 텔라몬 전투에서 패배했었고 기원전 194년 플라켄티아 (오늘날 피아첸차)와 기원전 193년 무티나 (오늘날 만토바)에서 다시 패배를 당했다. 그들의 수도를 상실한 이후, 보이족들은 스트라보의 기록처럼 대부분이 이탈리아를 떠났다.

### 다뉴브 지역의 보이족
고전 작가들의 해석과는 대조적으로, 이후 시대의 사료에서 확인된 판노니아의 보이족들은 단순히 이탈리아에서 떠나온 이들이 아니며, 훨씬 이전에 갈라진 부족들이 예전에 정착했던 것이였다. 이탈리아의 보이족들의 장례 의식은 매장 등에서 동시대 보헤미아와 유사성을 보여주었는데, 매장은 키살피나 갈리아인들에게는 흔치 않은 것이었고, 서부 켈트족들에게 일반적인 토크가 없다는 점이 그랬다. 이런 점들이 키살피나 보이족이 다른 곳에서 보다는 사실상 보헤미아에서 기원을 했었을 가능성을 높여주었다. 알프스 북부에서 이탈리아로 이주했었던 패배한 켈트족들의 일부는 단순하게 그들의 친척들이 있던 곳으로 돌아갔다.
판노니아 보이족들은 기원전 2세기 말에 그들이 킴브리족과 튜턴족을 격퇴시켜내면서 다시 언급된다 (스트라보 VII, 2, 2). 이후 그들은 노레이아 (오늘날 오스트리아)를 공격한 직후 보이족의 한 무리 (율리우스 카이사르에 따르면 32,000명이라고 하며 - 그 숫자는 과장됐을 것이다.)가 갈리아 서부에 정착하려던 헬베티족에 동참했다고 한다. 헬베티족이 비브락테에서 패배를 당한 후, 영향력 있는 아이두이족은 보이족들이 그들의 영토에 정착하는 것을 허락했고 그리하여 그들은 고르고비나 오피둠을 차지했다. 베르겐토릭스가 이끄는 전쟁의 시기에서도, 그들은 알레시아 전투에 2천 명의 병력을 보내며 그를 지원하였다 (Caes. Bell. Gall., VII, 75).
다시 한번 보이족의 일부는 그들의 전통적인 본거지에 인접한 곳에 잔류했는데, 브라티슬라바를 중심으로 한 도나우강과 무어강이 있는 헝가리 저지대에 정착했다. 기원전 60년경에 그들은 부레비스타 왕을 중심으로 성장하던 다키아인들과 격돌하여 패배했다. 로마인들이 서기 8년에 마침내 판노니아를 정복했을 때, 보이족들은 그들에게 저항했을 거처럼 보이지 않았다. 그들의 옛 영토는 데세르타 보이오룸 (deserta Boiorum, "데세르타"라는 말의 의미는 공백이나 인구가 드문 땅이라는 뜻이다.)이라 불렸다. 그렇다고 해서 보이족들이 절멸당한 것은 아니었는데, 다뉴브 강가 관할권 관리자 (praefectus ripae Danuvii) 통치하에서 키비타스 보이오룸 에트 아잘리오룸 (civitas Boiorum et Azaliorum, 이웃한 부족 아잘리이 (Azalii)과 함께)이라는 도시가 존재하기도 했다. 키비타스는 도시와 그 주변의 부족 구역을 지정하는 일반적인 로마의 행정 용어이다. 보이족의 키비타스는 카르눈툼에 인접해 있었다.

## 고전 사료속에서의 보이족

### 플라우투스
플라우투스는 《포로》에서 보이족을 언급했었다:
At nunc Siculus non est, Boius est, Boiam terit
하지만 지금 그는 시칠리아인이 아니라 — 보이족 여성을 가진, 보이족이다.
희극에서는 다음과 같은 단어가 있는데: Boia라는 의미는 "보이족 여성", 또한 "유죄 판결을 받은 범죄자의 구속 고리"를 뜻했다.

### 리비우스
《로마사》 21권에서 리비우스 (기원전 59년 - 서기 17년)는 한 보이족 남성이 한니발에게 알프스산맥을 지나는 길을 알려주었다고 주장했다.
행동이 이렇게 일어 났을 때, 그의 부하들은 각 장군에게 돌아갔고, 스키피오는 적의 작전과 업무에 대한 그의 조치를 취해야한다는 것을 제외하면 어떤 고정된 계획을 채택 할 수 없었다: 이탈리아로 진입한 이후 진격을 계속할 것이지 또는 최초의 이유였던 로마군과 전투를 벌여야할지 한니발은 불확실했다. 보이족에서 대사가 도착했고, 마갈루스라고 불리는 작은 부족의 족장은 긴급 회외로 주의를 돌리며, 보이족들이 여정의 안내인이자 위험의 동반자가 될 것이라고 선언하면서, 이탈리아는 전쟁의 모든 힘으로 공격받아야한다고 한다는 그의 의견을 표했다.

### 명문
기원전 1세기 초에 브라티슬라바의 오피둠에서 거주하던 보이족들은 라틴어로 된 명문 (왕들의 이름으로 추정)이 있는 고품질의 주화인 비아테크를 발행했다.

## 참고 문헌
- Birkhan, Helmut (1999). 《Die Kelten》 (독일어). Wien: Verlag der Österreichischen Akademie der Wissenschaften.
- Caesar, Caius Julius; MacDevitt, W.A., Translator; deQuincey, Thomas, Contributor (2004) [1915].  Rhys, Ernest, 편집. 《De Bello Gallico and Other Commentaries》. Everyman's Library (No. 702). Project Gutenberg. EBook #10657.
- Livius, Titus; Spillan, D, Translator; Edmonds, Cyrus, Translator (2004) [1868]. 《The History of Rome; Books Nine to Twenty-Six》. Project Gutenberg. eBook #10907.
- Ó hÓgáin, Dáithí (2003). 《The Celts: a history》 illurat판. Boydell Press. ISBN 978-0-85115-923-2.
- Plautus, Titus Maccius; Riley, Henry Thomas (Translator) (2005) [?]. 《The Captiva and the Mostellaria》. Project Gutenberg. EBook #7282.
- Prichard, James Cowles (1841). 《Researches into the Physical History of Mankind》. Volume III: Researches into the Ethnography of Europe 3판. London: Sherwood, Gilbert and Piper.
- Rankin, David (1996). 《Celts and the classical world》 2판. London and New York: Routledge. ISBN 978-0-415-15090-3.